# Yann Massombo
Yann Olivier Massombo Litawumba (* 12. Februar 2000) ist ein französisch-kongolesischer Fußballspieler auf der Position eines Mittelfeldspielers.

## Vereinskarriere

### Karrierebeginn und Wechsel zur US Raon
Yann Massombo spielte in seiner Jugend für die US Torcy, für die er zuletzt von 2015 bis 2017 für die B-Junioren zum Einsatz kam. Danach erfolgte ein Wechsel in den Nachwuchsbereich von Racing Straßburg, wo er vor allem in der A-Jugend aktiv war, jedoch in der Saison 2018/19 für die B-Mannschaft des Klubs in der französischen Fünftklassigkeit sein Debüt im Herrenfußball gab. Von François Keller wurde er dabei am 18. August 2018 bei einer 1:2-Auswärtsniederlage gegen die B-Mannschaft von AS Nancy in der 51. Spielminute für Quentin Othon eingewechselt. Im November desselben Jahres kam er in einem zweiten Meisterschaftsspiel zu einem Kurzeinsatz, ehe er im Sommer 2019 vereinslos wurde. Erst im Oktober 2019 fand er mit der US Raon-l’Étape einen neuen Arbeitgeber, bei dem er allerdings auch kaum zu Einsätzen kam. In der von der COVID-19-Pandemie geprägten Spielzeit 2019/20 kam er vor dem Jahreswechsel zu zwei Kurzeinsätzen und brachte es vor dem pandemiebedingten Saisonabbruch noch zu zwei weiteren Einsätzen als Stammkraft unter Cheftrainer Michaël Grand.

### Über FC 93 Bobigny zu US Orléans B
Im Sommer 2020 tat sich für Massombo ein Wechsel zum FC 93 Bobigny mit Spielbetrieb in der vierthöchsten französischen Spielklasse auf. In der Spielzeit 2020/21, die aufgrund der Pandemie abermals für einige Wochen unterbrochen und später abgebrochen wurde, kam der 1,86 m große Mittelfeldakteur in vier Ligaspielen sowie einer Begegnung der Coupe de France 2020/21 zum Einsatz und trat noch im Sommer 2021 einen neuerlichen Vereinswechsel an. Diesmal zog es ihn nach Orléans zur B-Mannschaft der US Orléans, bei der er rasch zum Stammspieler avancierte und sogar als Mannschaftskapitän eingesetzt wurde. Für die B-Mannschaft des Klubs absolvierte er 22 von 26 möglichen Meisterschaftsspielen und steuerte dabei zwei Tore und einen Assist bei. Im Endklassement der Groupe Centre-Val de Loire der fünftklassigen National 3 rangierte er mit dem Team auf dem sechsten Tabellenplatz. Aufgrund seiner Leistungen im B-Team wurde Massombo im Dezember 2021 erstmals in die von Xavier Collin trainierte erste Mannschaft hochgeholt, blieb aber vorerst noch ohne Einsatz. Am 25. März 2022 gab er sein Debüt in der drittklassigen National, als er bei einem 2:1-Auswärtssieg über die US Avranches von Beginn an spielte und ab Minute 56 durch den späteren Doppeltorschützen Ibrahim Sangaré ersetzt wurde. Dies sollte sein einziger Pflichtspieleinsatz im Kader der US Orléans bleiben.

### Station in Vierzon und Wechsel in die Schweiz
Im Sommer 2022 wurde er vom Vierzon FC aus der National 2 verpflichtet und kam fortan unter Trainer Davy Merabti abwechselnd im offensiven und defensiven Mittelfeld zum Einsatz. Nach einem positiven Saisonstart rutsche der Klub aus der zentralfranzösischen Industriestadt Vierzon binnen weniger Wochen bis auf den letzten Tabellenplatz ab. Nach 13 Meisterschaftsspielen und Einsätzen in drei Spielen der Coupe de France 2022/23, in der die Mannschaft erst im Achtelfinale gegen Grenoble Foot ausschied, verließ der kongolesischstämmige Franzose den abstiegsgefährdeten Klub während des Wintertransferfenster 2022/23 in Richtung Schweiz. Dabei unterschrieb der Linksfuß beim Promotion-League-Klub FC Biel-Bienne einen Vertrag über sechs Monate mit einer Option auf Verlängerung um ein weiteres Jahr. Gleich von Beginn an wurde er von Jean-Michel Aeby und nach dessen Entlassung von dessen Nachfolger Samir Chaibeddra als Stammkraft im zentralen Mittelfeld eingesetzt und kam vereinzelt auch auf anderen Mittelfeldpositionen zum Einsatz. Bis zum Ende der Saison 2022/23 kam Massombo ab seiner Verpflichtung in allen Meisterschaftsspielen zum Einsatz, konnte sich mit der Mannschaft jedoch in der ganzen Zeit nicht vom 16. Tabellenplatz lösen. Am Ende gelang ihm mit den Schweizern der Klassenerhalt und der Verbleib in der drittklassigen Promotion League.
Aufgrund der Leistungen in der abgelaufenen Saison zog der Verein aus Biel/Bienne im Kanton Bern die Vertragsoption und verpflichtete den Franzosen für eine weitere Saison. In dieser konnte sich der Klub deutlich steigern und schloss hinter Rapperswil-Jona (Vizemeister) und Étoile Carouge (Meister) auf dem dritten Tabellenrang ab. Mit sieben Treffern und vier Assists hatte Massombo, der in dieser Spielzeit von seinem Trainer Samir Chaibeddra auf den verschiedensten Positionen – vorrangig jedoch im zentralen Mittelfeld – eingesetzt wurde, erheblichen Anteil an dieser Platzierung.

### Ligue-2-Verpflichtung – per Leihe ins Cupfinale
Im Sommer 2024 nahm ihn der französische Zweitligist Clermont Foot, seit dem Winter 2022/23 Partnerverein des FC Biel-Bienne, mit einem Zweijahresvertrag unter Vertrag und verlieh ihn umgehend zurück nach Biel. Über die gesamte Saison 2024/25 hinweg zeigte sich der Franzose äußerst offensivgefährlich und brachte es bis zum Saisonende auf eine Bilanz von sieben Toren und zehn Assists bei 33 Ligaeinsätzen. Mit dem FC Biel-Bienne spielte er lange um den Meistertitel mit, musste sich am Ende jedoch mit drei Punkten Rückstand auf Vizemeister SC Kriens und vier Punkten Rückstand auf Meister FC Rapperswil-Jona erneut mit dem dritten Tabellenplatz zufriedengeben. Im Schweizer Fußballpokal 2024/25 schaffte es Massombo mit dem Drittligisten überraschend bis ins Finale und bezwang auf dem Weg dorthin Super-League-Klubs wie den FC Lugano oder den BSC Young Boys. Das Finale gegen den FC Basel verlor la pieuvre (dt.: die Krake), so der Spitzname Massombos, mit seiner Mannschaft schließlich mit 1:4 – der Franzose war dabei über die volle Spieldauer am Rasen.

### Wechsel in die österreichische Bundesliga
Am 27. Juni 2025 gab der österreichische Bundesligist SCR Altach die ablösefreie Verpflichtung des 25-jährigen Franzosen bekannt, der einen Zweijahresvertrag mit Option auf eine weitere Saison erhielt. Sein Debüt in der Bundesliga gab er im August 2025, als er am ersten Spieltag der Saison 2025/26 gegen den Wolfsberger AC in der Nachspielzeit eingewechselt wurde.

## Erfolge
mit dem FC Biel-Bienne
- Schweizer Fußballpokalfinalist: 2024/25